# 田中信男 (陸軍軍人)
田中 信男（たなか のぶお、1891年（明治24年）10月30日 - 1966年（昭和41年）12月4日）は、日本の陸軍軍人。最終階級は陸軍中将。

## 経歴
本籍・広島県、東京府出身。陸軍中佐・田中信良の息子として生まれる。東京府立一中、中央幼年学校予科、中央幼年学校本科を経て、1912年（明治45年）5月、陸軍士官学校（24期）を卒業。同年12月、歩兵少尉に任官し歩兵第3連隊付となる。
1917年（大正6年）8月、習志野俘虜収容所員となる。以後、浦塩派遣軍司令部付、歩兵第3連隊中隊長、独立守備歩兵第4大隊中隊長、熊本陸軍教導学校学生隊中隊長などを歴任。1929年（昭和4年）8月、歩兵少佐に昇進。
1930年（昭和5年）8月、近衛歩兵第2連隊大隊長に就任。満州事変においては，馬占山討伐部隊の指揮を執り，国民的な英雄となる。以後、歩兵第15連隊大隊長、歩兵第18連隊付（岡崎師範配属将校）などを務め、1934年（昭和9年）8月、歩兵中佐に進んだ。さらに、関東軍司令部付、独立歩兵第51連隊大隊長を歴任。
1938年（昭和13年）3月、歩兵大佐に昇進し第1国境守備隊第4地区隊長となる。1939年（昭和14年）3月、歩兵第211連隊長に発令され日中戦争に出征。1940年（昭和15年）1月、豊橋陸軍教導学校長に転じ、1941年（昭和16年）3月、陸軍少将に進級した。
1941年10月、第12歩兵団長に就任、満州に赴任し太平洋戦争を迎えた。1942年（昭和17年）8月、独立混成第15旅団長に就任し、歩兵第66旅団長を経て、独立混成第29旅団長に発令されタイに移った。1944年（昭和19年）5月、罷免された柳田元三前師団長と交代し第33師団（通称号『弓』師団）長心得に発令されインパール作戦に従軍。同年6月、陸大出ではない「無天」でありながら陸軍中将に進み第33師団長に就任。イラワジ会戦などに従軍したが敗退を重ね、タイのナコーンナーヨックで終戦を迎えた。1947年（昭和22年）8月に復員。1948年（昭和23年）1月31日、公職追放仮指定を受けた。
尚、ビルマ方面軍司令官木村兵太郎大将の妻は信男の姪である。

## 評価
インパール作戦時に対峙していた英第14軍の司令官ウィリアム・スリムは、回顧録にて田中とその指揮下の弓師団が行ったインパール背面での猛攻について、
と賞賛した。

その一方で、弓師団に着任した際にこのような話も残っている。
また、1945年7月に弓師団によって起こされたカラゴン事件(カラゴン村虐殺事件）のBC級裁判において、田中は、戦犯容疑で召還された部下たちに対して「お前らのやったことは、一切お前らで責任を取れ。上の者には絶対迷惑を掛けてはならんぞ」とすごい権幕で脅したという。歩兵第215連隊の戦記（歩兵第二一五連隊戦記編集委員会編『歩兵第二一五連隊戦記』1181頁）には、カラゴン村での掃蕩命令を下したのは田中であるにもかかわらず、自らの免責のために部下に責任を押し付けて恥じない田中に対する反発が色濃くでている。

## 栄典
位階
- 1913年（大正2年）2月20日 - 正八位[4]

勲章
- 1941年（昭和16年）4月11日 - 勲二等瑞宝章[5]
- 1944年（昭和19年）8月15日  - 勲一等瑞宝章[6]